# Mechi (rivière)
Pour les articles homonymes, voir Mechi.
La rivière Mechi est une rivière transfrontalière (en) traversant le Népal et l'Inde, et un affluent du Mahananda, donc un sous-affluent du fleuve le Gange. 

## Géographie
De 100 km de longueur, le Mechi tire sa source de la chaîne Mahabharat (en) du Népal. Elle s'écoule à travers celui-ci et forme une frontière avec l'Inde avant de traverser l'État de Bihar et de joindre le Mahananda dans le district de Kishanganj,.

### Bassin versant
Son bassin versant est de 8 088 km2 de superficie.

## Hydrologie
Son régime hydrologique est dit pluvial tropical à moussons.